# SUPER GIRL (LADIES ROOMのアルバム)
『SUPER GIRL』（スーパー・ガール）は、LADIES ROOMの5枚目のオリジナル・アルバム。1995年8月2日発売。

## 解説
LADIES ROOMの5枚目のオリジナルアルバムである。
1993年にJUNが病気により離脱して以降、3人での活動を行っていたが、1995年5月に発売されたビデオ・シングル「Wonderful Tonight(destined reunion)」のレコーディングからJUNが復帰し、4人での活動が再開された。本作はJUN復帰後初のオリジナル・アルバムであり、前作「eat a peach」から2年半ぶりの発売であった。

## サウンド・歌詞の変化
前作「eat a peach」までのLADIES ROOMのアルバムは基本的にギター、ベース、ドラムの三種類の楽器によって演奏が構成されていたが、JUN離脱時のRHYTHM CRUSH名義でのコンサートからNAOのプログラミングによる演奏も導入するようになり、本作でもピアノやストリングス、ホーンセクション、リズムトラックなどの演奏や多くの効果音が作成され、全曲にわたって幅広く使用されている。ギターもこれに伴い、カッティングが主体となっている。

また、歌詞の面では、これまでは多かったセックスを扱った作品がなくなったことや、サビで英語を使用するのを避ける、内容にストーリー性を持たせているといった点に変化が見られる。

## 収録曲
特記のもの以外は、全曲作詞：百太郎、作曲：LADIES ROOM
1. BLACK WORD
2. 時計じかけのオレンジ

モトリー・クルーの「ドント・ゴー・アウェイ・マッド」を意識して作られた[1]。
3. マリッジ
4. 自由に歩いて愛して
作詞：百太郎、御堂竜馬、作曲：LADIES ROOM、LOUIS WILDE

先行シングル曲。当初は他作の歌詞を使用する予定であったが、制作時間の都合で共作となった。
5. TWO OF US

フレットレス・ベースが使用されているバラード。
6. TELL ME
7. GIRL ONLY KNOWS
8. 美女とロックン・ローラー

歌詞のモデルはGEORGEであり、GEORGEがヴォーカルを務めるパートも存在する。
9. MANIAC LOVE

終盤で聞かれるシャウトは、歌詞のテーマであるぬいぐるみの叫び声を表現したものである。
10. ボブカットでポッチャリ

ブルース色の強い極めて異色の楽曲。ブラシやウッド・ベースが使用されている。
西部劇風のミュージックビデオが制作され、ビデオ「ボブカットでポッチャリ THE MOVIE」に収録された。

## 参加ミュージシャン
- 百太郎  ヴォーカル、コーラス
- GEORGE  ベース、コーラス
- NAO  ギター、プログラミング、コーラス
- JUN  ドラムス、パーカッション、コーラス